# Artigas (Uruguay)
Artigas è una città dell'Uruguay di 40 658 abitanti (2011), capoluogo dell'omonimo dipartimento.

## Geografia
La città si trova sulla sponda sinistra del Río Cuareim, affluente del fiume Uruguay che segna il confine con il Brasile. Sulla sponda opposta si trova la città brasiliana di Quaraí che ha strette relazioni sociali, economiche e culturali con Artigas.

## Toponimia
Deve il suo nome all'eroe nazionale José Gervasio Artigas, uno dei protagonisti della Rivoluzione del Río de la Plata del 1810, dalla quale originò l'attuale stato dell'Uruguay.

## Storia
Fu fondata il 12 settembre 1852 da Carlos Catalá con il nome di San Eugenio del Cuareim. Il 5 settembre 1884 fu dichiarata capoluogo del dipartimento. Nel 1915 fu ribattezzata Artigas.

## Infrastrutture e trasporti
È sede di un aeroporto internazionale, l'Aeroporto di Artigas.

### Gemellaggi
Quaraí

 Paraná (Argentina)

 Arica